# Дохерти, Киран (активист)
Ки́ран До́херти (англ. Kieran Doherty; 16 октября 1955 — 2 августа 1981) — повстанец Ирландской республиканской армии, военнослужащий Белфастской бригады, член парламента Ирландии, умерший во время голодовки 1981 года в тюрьме Мэйз в Великобритании.

## Биография
Уроженец округа Андерсонстаун, третий ребёнок в семье. Окончил начальную школу Святой Терезы и школу Христианских Братьев на Глен-Роуд. Занимался велоспортом со своими братьями, играл в гэльский футбол за команду «Антрим» (в 1971 году они выиграли небольшой чемпионат). В 1971 году вступил в организацию Fianna Éireann. С февраля 1973 по ноябрь 1975 годы был под арестом по приказу британского правительства (под арестом были его братья Майкл и Теренс с 1972 по 1974). По профессии Киран был инженером-теплотехником. Его близкой подругой была Джеральдин Шайсс, однако они не вступали официально в брак, хотя были близки друг с другом.
В августе 1976 года Киран при попытке установить бомбу в микроавтобусе попал в полицейское оцепление. Несмотря на попытку сбежать и угнать машину, он был арестован и приговорён к 18 годам тюрьмы за незаконное хранение оружия и взрывчатки и ещё к 4 годам за попытку угона автомобиля. На момент ареста Джеральдин не знала ничего о деятельности своего супруга. Будучи заключённым, Дохерти заочно был избран в нижнюю палату Парламента Ирландии от графств Каван и Монахан на очередных парламентских выборах, состоявшихся 11 июня. На выборах он, будучи членом блока «Анти-Эйч» (блок, выступавший за освобождение ирландских политических заключённых в Великобритании), набрал 9121 голос (15,1 %), но его полномочия продлились только 2 месяца. На тех же выборах два места, занятые кандидатами от блока Дохерти, не позволили Чарльзу Хоги сформировать кабинет министров, и в итоге правительство было сформировано Гарретом Фицджеральдом.
В 1981 году Киран присоединился к Ирландской голодовке в тюрьме и умер спустя 73 дня, продержавшись дольше других. По совпадению, на день дольше него голодал Теренс Максвини (1879—1920), ирландский драматург, заключённый в тюрьму Брикстон по причине поддержки ирландских националистов. Киран стал депутатом с самым коротким сроком полномочий. Его память увековечена на кладбище Уэверли в Сиднее (Австралия) на памятнике Ирландским мученикам.